# Nectria humilis
Nectria humilis är en sjöstjärneart som beskrevs av Wolfgang Zeidler och Ross Robert Mackerras Rowe 1986. Nectria humilis ingår i släktet Nectria och familjen ledsjöstjärnor. Inga underarter finns listade i Catalogue of Life.